# Coelidiana bidentata
Coelidiana bidentata är en insektsart som beskrevs av Delong 1953. Coelidiana bidentata ingår i släktet Coelidiana och familjen dvärgstritar. Inga underarter finns listade i Catalogue of Life.